# Isaac Hempstead Wright
Isaac Hempstead-Wright (nascido Isaac William Hempstead, Kent, 9 de abril de 1999) é um ator e dublador britânico, mais conhecido por interpretar Bran Stark na série de televisão Game of Thrones da HBO.

## Biografia
Começou sua carreira profissional em 2011, aos 11 anos de idade, ao interpretar o nobre Bran Stark na série de televisão Game of Thrones da HBO, onde adquiriu reconhecimento mundial e uma indicação ao Young Artist Awards de melhor ator coadjuvante juvenil de série de TV.
Ainda no mesmo ano, participou do filme de terror The Awakening.

## Filmografia
| Cinema    | Cinema          | Cinema          |
| Ano       | Título          | Personagem      |
| --------- | --------------- | --------------- |
| 2011      | The Awakening   | Tom             |
| 2013      | Closed Circuit  | Tom Rose        |
| 2014      | The Boxtrolls   | Eggs (dublagem) |
|           |                 |                 |
| Televisão |                 |                 |
| Ano       | Título          | Personagem      |
| 2011-2019 | Game of Thrones | Bran Stark      |
| 2014      | Family Guy      | Aidan (voz)     |

## Premiações
| Ano  | Prêmio              | Categoria                                      | Trabalho        | Resultado | Ref.  |
| ---- | ------------------- | ---------------------------------------------- | --------------- | --------- | ----- |
| 2011 | Scream Awards       | Melhor elenco                                  | Game of Thrones | Indicado  | [ 2 ] |
| 2013 | Young Artist Awards | Melhor ator coadjuvante juvenil de série de TV | Game of Thrones | Indicado  | [ 3 ] |